# موسي أباد (غركان)
موسی أباد (بالفارسية: موسی‌آباد) هي قرية و مستوطنة تقع في إيران في مركزي. يقدر عدد سكانها بـ 336 نسمة .